# Hapigia plateada
Hapigia plateada är en fjärilsart som beskrevs av William Schaus 1904. Hapigia plateada ingår i släktet Hapigia och familjen tandspinnare. Inga underarter finns listade i Catalogue of Life.